# Terra Indígena Balaio
La Terra Indígena Balaio és una terra indígena al nord-oest de l'estat de l'Amazones (Brasil). El territori alberga un petit nombre de persones de diversos grups ètnics de les famílies lingüístiques arawak i tucano. Es troba al bioma amazònic. El territori se superposa amb un parc nacional i una reserva biològica, ambdues àrees tècnicament protegides. Les concessions mineres abans que el territori fos reconegut han estat desautoritzades.

## Ubicació
La terra indígena Balaio es troba al municipi de São Gabriel da Cachoeira, Amazones. Té una superfície de 257,000 hectàrees (640,000 acres).
El territori es troba a banda i banda de la carretera BR-307 al costat de la Terra Indígena Cué-cué/Marabitanas al nord i a l'oest. A l'est es troba al costat de la Terra Indígena Yanomami.
Una superfície de 242,018 hectàrees (598,040 acres), o el 93,73% de la reserva, se superposa al Parc Nacional Pico da Neblina.
Conté la Reserva Biològica Morro dos Seis Lagos.
El territori es troba a la conca riu Negro. La vegetació es troba al bioma amazònic i inclou Campinarana en contacte amb la selva tropical.

## Població
Sampaio va informar d'una població de 220 el 1991. Segons GT/Funai, la població era de 350 el 2000. Siasi/Sesai va informar que la població era de 328 el 2013. Inclou membres de les ètnies baniwa, baré, Kurripako i tariana de la família lingüística arawak família lingüística i desano,  Cubeo, Pira-tapuya,  Tucano i Tuyuca de la família lingüística  tucano.
Les organitzacions indígenes registrades són la Federació d'Organitzacions Indígenes del Rio Negro (FOIRN) i la Casa de Productes Indígenes Wariró de Rio Negro.
La comunitat Balaio té uns 100 km al BR-307, fundada a principis dels anys vuitanta. El 2015 hi havia més de 23 famílies, la majoria tucano i desano, però inclou algunes kurripako (Baniwa), tariana i cubeo. La majoria d'habitants estaven relacionats.
Durant diversos anys, l'Associació de Dones Indígenes de Balaio (AMIBAL) i l'Associació Indígena de Balaio (AINBAL) han realitzat tallers de pintura per a adults i nens com a forma de preservar el coneixement i la cultura tradicionals.
FUNAI representa el govern al territori i té un lloc al km 55 de la BR-317 a la desembocadura del riu Iamiri.
Al territori hi ha dues missions evangèliques.

## Història
La regió conté grans reserves minerals, inclosos rics jaciments de ferro, manganès i niobi. Aquests últims són importants per a la fabricació de dispositius electrònics com ara ordinadors i telèfons mòbils. La Companhia de Pesquisa de Recursos Minerais (CPRM) a ser autoritzada per extreure minerals en una zona de 10,044 hectàrees (24,820 acres) del que avui és el territori el 1975.
La CPRM és propietat del Ministeri de Mines i Energia.
La constitució de 1988 només permet la mineria en territoris indígenes quan s’autoritza mitjançant una llei específica.
Els indis van expressar la seva oposició a la mineria.
La Reserva Biològica Morro dos Seis Lagos es va crear mitjançant el decret estatal d’Amazones 12.836, del 9 de març de 1990.
L'octubre de 1997 es va cancel·lar una subhasta programada de la reserva de niobi a causa de la pressió de l'Instituto Brasileiro do Meio Ambiente e dos Recursos Naturais Renováveis, que es va oposar a l'obertura de la mina ja que es troba dins de dues àrees protegides.
El 1999 es va anul·lar la concessió minera a petició del ministeri públic de l'estat d'Amazones.
El territori indígena de Balaio va ser identificat per l’ordenança 993 de 20 de setembre de 2000. La Fundação Nacional do Índio (FUNAI) ho va aprovar condicionalment el 22 d'agost de 2002. El 2006, Luciano de Vito va obtenir una llicència per explorar cassiterita a 9,901 hectàrees (24,470 acres) del territori.
El territori va ser declarat per l'ordenança 2.364 de 15 de desembre de 2006.
Fou formalment aprovada ("homologada") pel president Luiz Inácio Lula da Silva mitjançant decret del 22 de desembre de 2009.
El decret reconeixia la superposició amb el Parc Nacional Pico da Neblina creat el 1979 i la Reserva Biològica Morro dos Seis Lagos creada el 1990, però no va comentar les implicacions.
Aquesta va ser una de les nou terres indígenes reconegudes pel president la mateixa data, sent la més gran la Terra Indígena Trombetas Mapuera amb gairebé 4,000,000 hectàrees (9,900,000 acres).
El setembre de 2015 FOIRN va organitzar una Assemblea Interna de l'Associació Indígena Balaio (AINBAL) amb uns 80 assistents per iniciar la preparació del Pla de Gestió Territorial i Ambiental (PGTA) del territori indígena.
FOIRN va rebre el suport d'AINBAL, la FUNAI (Regió de Rio Negro), l'Institut Chico Mendes per a la Conservació de la Biodiversitat (ICMBio) i l'Instituto Socioambiental.
Hi van assistir representants de DSEI/CONDISI i del municipi.
Entre els problemes discutits hi havia la manca de manteniment de la carretera i la manca de transport adequat, la xarxa energètica i els caçadors i pescadors no autoritzats.